# Каерано-ді-Сан-Марко
Каерано-ді-Сан-Марко (італ. Caerano di San Marco, вен. Carean de San Marco) — муніципалітет в Італії, у регіоні Венето, провінція Тревізо.
Каерано-ді-Сан-Марко розташоване на відстані близько 440 км на північ від Рима, 50 км на північний захід від Венеції, 28 км на північний захід від Тревізо.
Населення — 8019 осіб (2014).
Щорічний фестиваль відбувається 25 квітня. Покровитель — San Marco.

## Демографія
Населення за роками:

Станом на 1 січня 2023 року в муніципалітеті офіційно проживали 1094 іноземці з 48 країн, серед них 298 громадян країн Євросоюзу та 32 громадяни України.

## Сусідні муніципалітети
- Альтіволе
- Корнуда
- Мазер
- Монтебеллуна